# MTTP
La MTTP (« microsomal triglyceride transfer protein ») est une protéine dont le gène est du même nom, intervenant dans le métabolisme des lipides.

## Structure
Elle est constituée de deux sous-unités : une isomérase et une chaîne de 97 Kdaltons. 

## Rôles
Elle permet le transport des triglycérides, du cholestérols et des phospholipides à travers la membrane. Elle permet la synthèse de l'apolipoprotéine B et intervient dans la synthèse du cholestérol.

## En médecine
L'abêtalipoprotéinémie est conséquence d'une mutation sur le gène codant la chaîne de 97Kdaltons. Elle s'accompagne d'un taux bas de cholestérol avec des VLDL et de LDL très bas.

## Cible thérapeutique
Le lomitapide est un inhibiteur du MTTP en cous de test chez certaines formes d'hypercholestérolémie.